# 窄身鰳
窄身鰳為輻鰭魚綱鲱形目鋸腹鰳科的其中一種，為熱帶海水魚，分布於西印度洋海域，深度8-10公尺，體長可達23.8公分，棲息在海洋表層水域，生活習性不明。

## 擴展閱讀
維基物種上的相關：窄身鰳